# 嵐が丘 (宝塚歌劇)
『嵐が丘』（あらしがおか）とは宝塚歌劇団によって舞台化されたミュージカル作品。

## 1969年

### 宝塚大劇場公演
10月31日 - 11月29日（新人公演：11月21日）。
月組公演。20場。
併演は『纏おけさ』。

#### スタッフ
- 脚本・演出：内海重典
- 作曲：入江薫、寺田瀧雄
- 編曲：入江薫、寺田瀧雄、橋本和明
- 音楽指揮：橋本和明
- 振付：岡正躬、喜多弘、エドワード・ロール
- 装置：渡辺正男
- 衣装：静間潮太郎
- 照明：今井直次
- 小道具：上田特市
- 効果：坂上勲
- 音響監督：松永浩志
- 演出補：柴田侑宏
- 演出助手：岡田敬二
- 製作：小辻糺

#### 主な配役（本公演）
- ヒースクリフ：古城都
- キャサリン：八汐路まり
- アーンショオ：打吹美砂
- ケネス医師：美山しぐれ
- ジョゼフ：岬ありさ
- ヒンドレイ：清はるみ
- フランセス：千草美景
- エドガー：榛名由梨
- イザベラ：砂夜なつみ
- リントン：小柳日鶴
- リントン夫人：御幸沙智子

#### 主な出演（新人公演）
- 清はるみ
- 砂夜なつみ
- 叶八千矛
- 大滝子
- 大海竜子

### 新宿コマ劇場公演
5月3日 - 5月28日。
月組公演。
脚本・演出は内海重典。
併演は『牛飼い童子』（主なスタッフは植田紳爾）。

## 1997年
宝塚バウホール公演。
形式名は「バウ・ミュージカル」。
5月31日 - 6月15日。
雪組公演。2幕。
エミリー・ブロンテ・作『嵐ヶ丘』より。

### スタッフ
- 脚本・演出：太田哲則
- 作曲・編曲：吉崎憲治・宮原透
- 振付：アキコ・カンダ
- 装置：島川とおる
- 衣装：任田幾英
- 照明：今井直次
- 歌唱指導：前田繁実
- 演出助手：齋藤吉正
- 衣装補：田口美香
- 舞台進行：山崎芳雄
- 演奏：宝塚ニューサウンズ
- 制作：植田孝

### 出演
- 箙かおる
- 小乙女幸
- 灯奈美
- 地矢晃
- いらか万椰
- 五峰亜季
- 矢吹翔
- 葛城七穂
- 和央ようか
- 美々杏里

- 花彩ひとみ
- 風早優
- 葉月れい
- 安蘭けい
- 悠なお輝
- 夕貴真緒
- 未来優希
- 水谷紫乃
- 貴咲美里
- 立樹遥

- 彩吹真央
- 毬穂えりな
- 夢奈さや
- 麻愛めぐる
- 花央レミ
- 舞坂ゆき子
- 橘梨矢
- 鮎奈さえ
- 水純花音
- 一樹千尋（専科）

#### 主な配役
- ヒースクリフ：和央ようか
- キャシー：貴咲美里
- エドガー：安蘭けい
- イザベラ：花彩ひとみ
- ヒンドリー：葛城七穂
- フランセス：五峰亜季
- ネリー：美々杏里
- ゲイル：彩吹真央

## 1998年
6月6日 - 6月14日・日本青年館公演。
6月19日 - 6月21日・愛知厚生年金会館公演。
形式名は「バウ・ミュージカル」。
宙組公演。2幕。
エミリー・ブロンテ・作『嵐ヶ丘』より。

### スタッフ
- 脚本・演出：太田哲則

スタッフは下記以外、1997年と同じ。
- 舞台監督：西澤明彦

### 出演
- 出雲綾
- 真中ひかる
- 和央ようか
- 美々杏里
- 湖月わたる
- 祐輝薫
- 陵あきの
- 寿つかさ
- 鈴奈沙也
- 高翔みず希

- 城華阿月
- 夢輝のあ
- 彩苑ゆき
- 達つかさ
- 夢月真生
- 風輝マヤ
- 朝比奈慶
- 久路あかり
- 久遠麻耶
- 初嶺まよ

- 毬穂えりな
- 光海晶帆
- 夢大輝
- 朝菜いるみ
- 天羽珠紀
- 水月舞
- 月城美咲
- 萬あきら（専科）
- 星原美沙緒（専科）
- 一樹千尋（専科）

#### 主な配役
- ヒースクリフ：和央ようか
- キャシー：久路あかり
- エドガー：湖月わたる
- イザベラ：陵あきの
- ヒンドリー：真中ひかる
- フランセス：城華阿月
- ゲイル：夢輝のあ
- ネリー：美々杏里